# Кудлай, Алла Петровна
Алла Петровна Кудлай (укр. Алла Петрівна Кудлай, род. 23 июля 1954) — советская и украинская певица. Народная артистка Украины (1997).

## Биография
Алла родилась 23 июля 1954 года в посёлке Лосиновка Нежинского района Черниговской области УССР.
Образование получила в Нежинском педагогическом институте. С 1978 пела в народном хоре им. Г. Верёвки, а в 1984 году стала солисткой эстрадно-симфонического оркестра Гостелерадио УССР. В 1987 году получила звание заслуженной артистки Украинской ССР, а 1997 году — Народной артистки Украины. Среди хитов певицы этих лет — песни «Не лукав», «Невезуча», «Мелодія», «Знову цвіте матіола», «Намисто», «Пахне м’ята», «Мареля», «То все тайна», «По малину ходила», «Красива жінка незаміжня», «Коханка». С 2006 года — депутат Броварского районного совета Киевской области. В 2008 году награждена Орденом княгини Ольги III степени. В 2017 году приняла участие в 7-м сезоне телевизионного шоу «Голос країни» на канале 1+1.
Крестная мать Насти Каменских.

## Дискография
- 1991 — «Квіти З України»
- 1990 — «Роксолана»
- 1995 — «Красива жінка незаміжня»
- 1996 — «Казковий полон»
- 1998 — «Коханка»
- 1998 — «Гуцулка Ксеня»
- 2001 — «Актриса»
- 2004 — «Колискова для коханого»
- 2005 — «Спасибо за любовь»
- 2007 — «Друзям»